# Afrikaanse kampioenschappen wielrennen 2018 – Ploegentijdrit mannen elite
De negende editie van de ploegentijdrit voor mannen elite op de Afrikaanse kampioenschappen wielrennen werd gehouden op 14 februari 2018. De zeventien deelnemende selecties moesten een parcours van 40 kilometer in en rond Kigali afleggen. De Eritrese selectie versloeg die uit Rwanda met een voorsprong van negen seconden. De Algerijnse ploeg behaalde het brons.

## Uitslag
| Plaats | Naam                                                                               | Tijd     |
| ------ | ---------------------------------------------------------------------------------- | -------- |
| Goud   | Eritrea Amanuel Gebrezgabihier, Saymon Musie, Mekseb Debesay, Metkel Eyob          | 51'28"   |
| Zilver | Rwanda Jean Bosco Nsengimana, Joseph Areruya, Adrien Niyonshuti, Valens Ndayisenga | + 17"    |
| Brons  | Algerije Abderrahmane Mansouri, Azzedine Lagab, Islam Mansouri, Youcef Reguigui    | + 47"    |
| 4      | Marokko                                                                            | + 49"    |
| 5      | Ethiopië                                                                           | + 2'02"  |
| 6      | Mauritius                                                                          | + 4'03"  |
| 7      | Namibië                                                                            | + 4'53"  |
| 8      | Burkina Faso                                                                       | + 6'06"  |
| 9      | Ghana                                                                              | + 8'13"  |
| 10     | Tanzania                                                                           | z.t.     |
| 11     | Congo-Brazzaville                                                                  | + 9'21"  |
| 12     | Seychellen                                                                         | + 9'42"  |
| 13     | Oeganda                                                                            | + 12'17" |
| 14     | Zambia                                                                             | + 12'23" |
| 15     | Djibouti                                                                           | + 15'26" |
| 16     | Benin                                                                              | + 16'58" |
| 17     | Burundi                                                                            | + 19'41" |